# Jesus College (Cambridge)
Il Jesus College dell'Università di Cambridge fu fondato nel 1496 sul sito di un monastero benedettino da John Alcock, allora vescovo di Ely. La tradizione vuole che il monastero sia stato trasformato in un college perché le monache avevano una reputazione di licenziosità.

## Descrizione
Il nome completo del college è “Il Collegio della Beata Vergine Maria, di San Giovanni Evangelista e della gloriosa Vergine Santa Radegonda, vicino a Cambridge”. Il nome comune deriva dal nome della cappella, la Jesus Chapel. Fondata all'inizio dell'XI secolo, la cappella è il più antico edificio dell'università tuttora in uso.
Quando fu fondato nel 1496, il college comprendeva edifici ereditati dal monastero: la cappella e l'annesso chiostro; il refettorio delle monache, che divenne la hall del college; e l'ex alloggio della priora, che divenne il Master's Lodge. Questo gruppo di edifici rimane tuttora il nucleo del college, spiegando così il carattere decisamente monastico piuttosto che collegiale, in netta distinzione con gli altri college di Cambridge. Una biblioteca fu aggiunta poco dopo, sul pavimento sovrastante la hall, e la cappella fu notevolmente alterata e rimpicciolita da Alcock.
Il cinquecentesimo anniversario della fondazione del college nel 1996 vide il completamento della nuova Biblioteca del Cinquecentenario, progettata da Eldred Evans e da David Shalev, e fu subito seguita da un nuovo edificio residenziale.

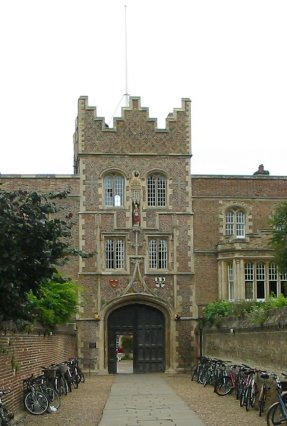
L'ingresso del Jesus College ed il “camino”

Il college è noto anche per i suoi terreni, che a differenza degli altri college antichi di Cambridge sono molto spaziosi. Posto a distanza da Jesus Lane, tutte le corti sono aperte almeno su un lato (ad eccezione del Chiostro), dando così un effetto di naturalezza al college. L'entrata principale al college è un passaggio murato, chiamato il “Camino” (chimney, derivato dal francese chemin). A nord del college si trova il Jesus Green.
Il Jesus College è uno dei pochi collegi che permette a chiunque di camminare sui prati delle corti, ad eccezione della Prima Corte, della Corte del Chiostro e delle antiche sepolture delle monache dell'antico monastero. In ogni caso, come per molti altri college, il privilegio è esteso solo nei mesi estivi. Il Jesus è uno dei college più belli ma è poco visitato dai turisti a causa della maggiore distanza dal centro cittadino.
Il Professor Robert Mair, fellow del St John's e Professore di Ingegneria Geotecnica nell'università è il Master del college da marzo 2001.
Il Jesus College è uno dei college più ricchi di Cambridge con un capitale di 95 milioni di sterline (2002).
Il college ha anche due cori, entrambi diretti da Mark Williams:
- Il Jesus College Choir (Coro del Jesus College) comprende studenti di entrambi i sessi e canta regolarmente due volte alla settimana nella cappella. Uno tra i principali cori di Cambridge, i coristi provengono da svariati altri college.
- Il Jesus College Chapel Choir (Coro della Cappella del Jesus College) comprende circa 20 coristi insieme ai Gentlemen of the College Choir, ed anch'esso canta due volte alla settimana nella cappella. Caso unico tra i cori dei college di Cambridge, i coristi sono tutti volontari, cioè provengono dalle scuole cittadine e non frequentano una scuola corale in particolare.

## Master
- William Chubbes or Stubs, D.D. 1497-1505
- John Eccleston or Egliston, D.D. 1505-1516
- Thomas Alcock, LL.D. 1516 only
- William Capon, D.D. 1516-46
- John Reston, D.D. 1546-51
- Edmund Pierpoint, B.D. 1551-57
- John Fuller, LL.D. 1557-58
- Thomas Redman, B.D. 1559-60
- Edward Gascoyne, LL.D. 1560-62
- John Lakin or Larkyn, B.D. 1562-63
- Thomas Ithell, LL.D. 1563-79
- John Bell, D.D. 1579-89
- John Duport, D.D. 1590-1617
- Roger Andrewes, D.D. 1618-32
- William Beale, D.D. 1632-34
- Richard Sterne, D.D. 1634-44 and 1660
- Thomas Young, M.A. 1644-50
- John Worthington, D.D. 1650-60
- John Pearson, D.D. 1660-62
- Joseph Beaumont, D.D. 1662-63
- Edmund Boldero, D.D. 1663-79
- Humphrey Gower, D.D. 1679 only
- William Saywell, D.D. 1679-1701
- Charles Ashton, D.D. 1701-52
- Philip Yonge, D.D. 1752-58
- Lynford Caryl, D.D. 1758-81
- Richard Beadon, D.D. 1781-89
- William Pearce, D.D. 1789-1820
- William French, D.D. 1820-49
- George Elwes Corrie, D.D. 1849-85
- Henry Arthur Morgan, D.D. 1885-1912
- Arthur Gray, M.A. 1912-40
- Wynfrid Laurence Henry Duckworth 1940-45
- Eustace Mandeville Wetenhall Tillyard 1945-59
- Denys Lionel Page (cavaliere dal 1971) 1959-73 (d. 1978)
- Alan Cottrell (cavaliere dal 1971) 1973-86
- Colin Renfrew (Lord Renfrew di Kaimsthorn) 1986-96
- David Crighton 1997-2000
- Robert Mair 2001-